# Josep Maria Tamburini i Dalmau

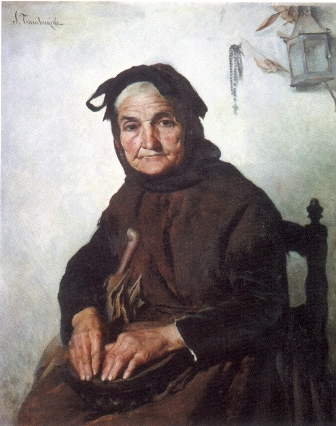
Hivern, al Museu Víctor Balaguer.

Josep Maria Tamburini i Dalmau (Barcelona, 4 de desembre de 1856 - Barcelona, 1932) fou un pintor i crític d'art català.

## Biografia
Fill de Celestí Tamburini i Valls natural de Barcelona i d'ofici plater, i Ramona Dalmau i Capdevila. Va estudiar a l'Escola de Llotja amb Antoni Caba a Barcelona, a París amb Léon Bonnat i a Roma i Nàpols, on va entrar en contacte amb Domenico Morelli o Gioacchino Toma.
De nou a Barcelona, va publicar diversos articles, crítiques i dibuixos a La Vanguardia i a L'Avenç, sense deixar de presentar quadres a la Sala Parés.
Es dedicà inicialment a la pintura històrica, amb obres com El comte d'Urgell apresat per la gent de Ferran d'Antequera, de 1891, però va anar allunyant-se del realisme acadèmic i orientant-se cap al simbolisme i els prerafaelites, dotant a les seves obres d'un aire literari, en obres com Harmonies del bosc de 1896.
Va exposar en diverses ocasions a les Exposicions Nacionals de Belles Arts que es feien a Madrid i fou vocal de la Junta de Museus i professor de l'Escola de la Llotja, així com un dels cofundadors de la Societat Artística i Literària de Catalunya, el 1900.
També va col·laborar en diverses revistes com Àlbum de Salín, Iris, Ilustració Catalana, La Ilustración Artística i Hojas Selectas.
A Catalunya es pot trobar obra seva al MNAC, a la Galeria de Catalans Il·lustres, al Museu Abelló de Mollet del Vallès i a la Biblioteca Museu Víctor Balaguer de Vilanova i la Geltrú, entre d'altres.

## Premis i Reconeixements
- 1888- Medalla de plata a l'Exposició Universal de Barcelona (1888)
- 1898- Premi extraordinari de la Reina Regent a l'exposició de Barcelona del 1898 pel seu Conte blau.[3]
- 1911- Premi de SM els Reis d'Espanya

## Obres rellevants
- Hivern, al Museu Víctor Balaguer.
- Escena egípcia, a Vinseum.[4]
- Retrat de Jacint Verdaguer (1906) a la Galeria de Catalans Il·lustres